# Джованні де Полені
Маркіз Джованні де Полені (італ. Giovanni Poleni; 23 серпня 1685 або 23 серпня 1683 — 15 листопада 1761) — був італійським Маркізом, фізиком, математиком і астрономом.
Член Лондонського королівського товариства (1710), почесний член Петербурзької академії наук (1725).

## Біографія
Джованні де Полені народився 23 серпня 1685 року в місті Венеції; син Маркіза Якопо Полені, який отримав цей титул за доблесть виявлену під час війни з турками.
Вивчав класику, філософію, богослов'я, математику і фізику в рідному місті при школі Сомаскі; навчався Полені дуже добре і задоволені батьки сподівалися, що він стане суддею, але юнак віддав перевагу академічній кар'єрі.
У двадцятип'ятирічному віці він був призначений викладачем астрономії в Падуї. У 1715 році очолив кафедру фізики, а в 1719 він слідом за Миколою II Бернуллі став викладати математику.
Як експерт з гідравліки він був призначений венеціанським Сенатом стежити за водами в нижчій Ломбардії і будівництвом там необхідних споруд, щоб запобігти можливим повені.
У 1709 році він побудував з дерева арифмометр, в якому використовувалися відразу два нововведення: в приладі використовувалося зубчасте колесо зі змінною кількістю зубів і ручний привід вперше був замінений альтернативною енергією (від падаючого вантажу). Пристрій відомий під назвою арифмометр Поліни; його докладний опис вчений дав у своїй праці озаглавленому: «Miscellanea: de barometris et thermometris de machina quadem arithmetica».
У 1710 році він був обраний членом Лондонського королівського товариства, в 1739 році Французька академія наук обрала його своїм членом, а пізніше він увійшов до складу Берлінської (Прусської) академії наук і став почесним членом Петербурзької академії наук.
У 1748 році папа Римський Бенедикт XIV викликав його до Ватикану для вивчення купола Собору Святого Петра, який швидко покривався тріщинами. Полені, як знавець в цій області, швидко визначив де і які роботи слід провести, щоб запобігти подальшому руйнуванню.
Маркіз Джованні де Полені помер 15 листопада 1761 року в місті Падуї, де пізніше йому був встановлений пам'ятник роботи Антоніо Канові.

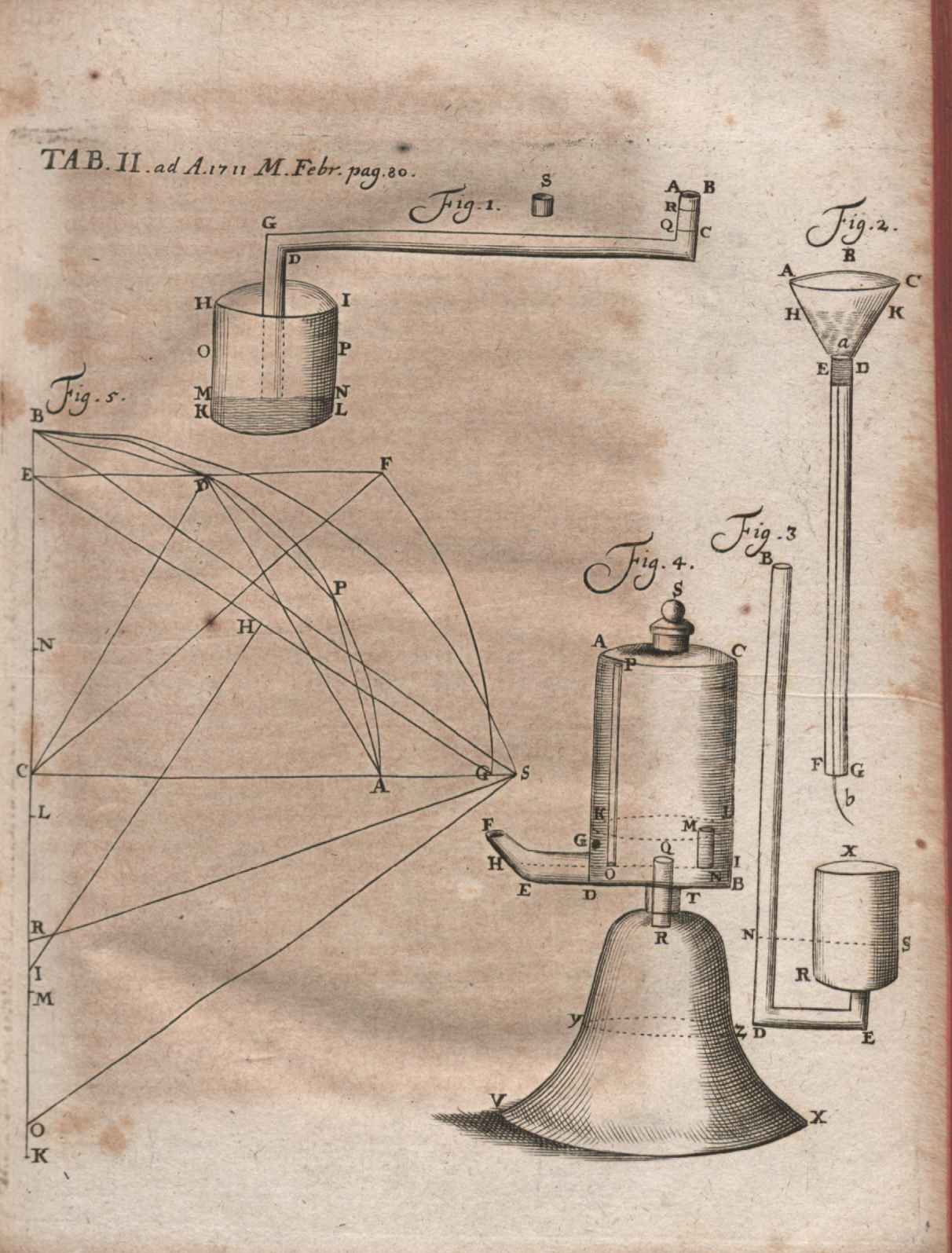
Ілюстрація, опублікована в Acta Eruditorum, 1711 (обзор по Miscellanea)